# Оук-Гроув (округ Кауфман, Техас)
Оук-Гроув (англ. Oak Grove) — місто (англ. town) в США, в окрузі Кофман штату Техас. Населення — 617 осіб (2020).

## Географія
Оук-Гроув розташований за координатами 32°31′56″ пн. ш. 96°19′5″ зх. д. / 32.53222° пн. ш. 96.31806° зх. д. (32.532107, -96.318188).  За даними Бюро перепису населення США в 2010 році місто мало площу 5,57 км², уся площа — суходіл. В 2017 році площа становила 5,08 км², уся площа — суходіл.

## Демографія
Згідно з переписом 2010 року, у місті мешкали 603 особи в 243 домогосподарствах у складі 187 родин. Густота населення становила 108 осіб/км².  Було 254 помешкання (46/км²).
Расовий склад населення:
| - 95,5 % — білих - 2,7 % — чорних або афроамериканців - 0,2 % — корінних американців - 0,2 % — азіатів - 1,5 % — осіб інших рас |

До двох чи більше рас належало 0,0 %. Частка іспаномовних становила 4,3 % від усіх жителів.
За віковим діапазоном населення розподілялося таким чином: 20,7 % — особи молодші 18 років, 58,7 % — особи у віці 18—64 років, 20,6 % — особи у віці 65 років та старші. Медіана віку мешканця становила 47,6 року. На 100 осіб жіночої статі у місті припадало 100,3 чоловіків;  на 100 жінок у віці від 18 років та старших — 95,9 чоловіків також старших 18 років.
Середній дохід на одне домашнє господарство  становив 109 084 долари США (медіана — 85 078), а середній дохід на одну сім'ю — 120 548 доларів (медіана — 89 375). Медіана доходів становила 66 750 доларів для чоловіків та 37 917 доларів для жінок. За межею бідності перебувало 3,5 % осіб, у тому числі 0,8 % дітей у віці до 18 років та 11,6 % осіб у віці 65 років та старших.
Цивільне працевлаштоване населення становило 381 особа. Основні галузі зайнятості: освіта, охорона здоров'я та соціальна допомога — 28,6 %, виробництво — 17,3 %, науковці, спеціалісти, менеджери — 13,9 %, роздрібна торгівля — 12,3 %.